# Гомеровские гимны

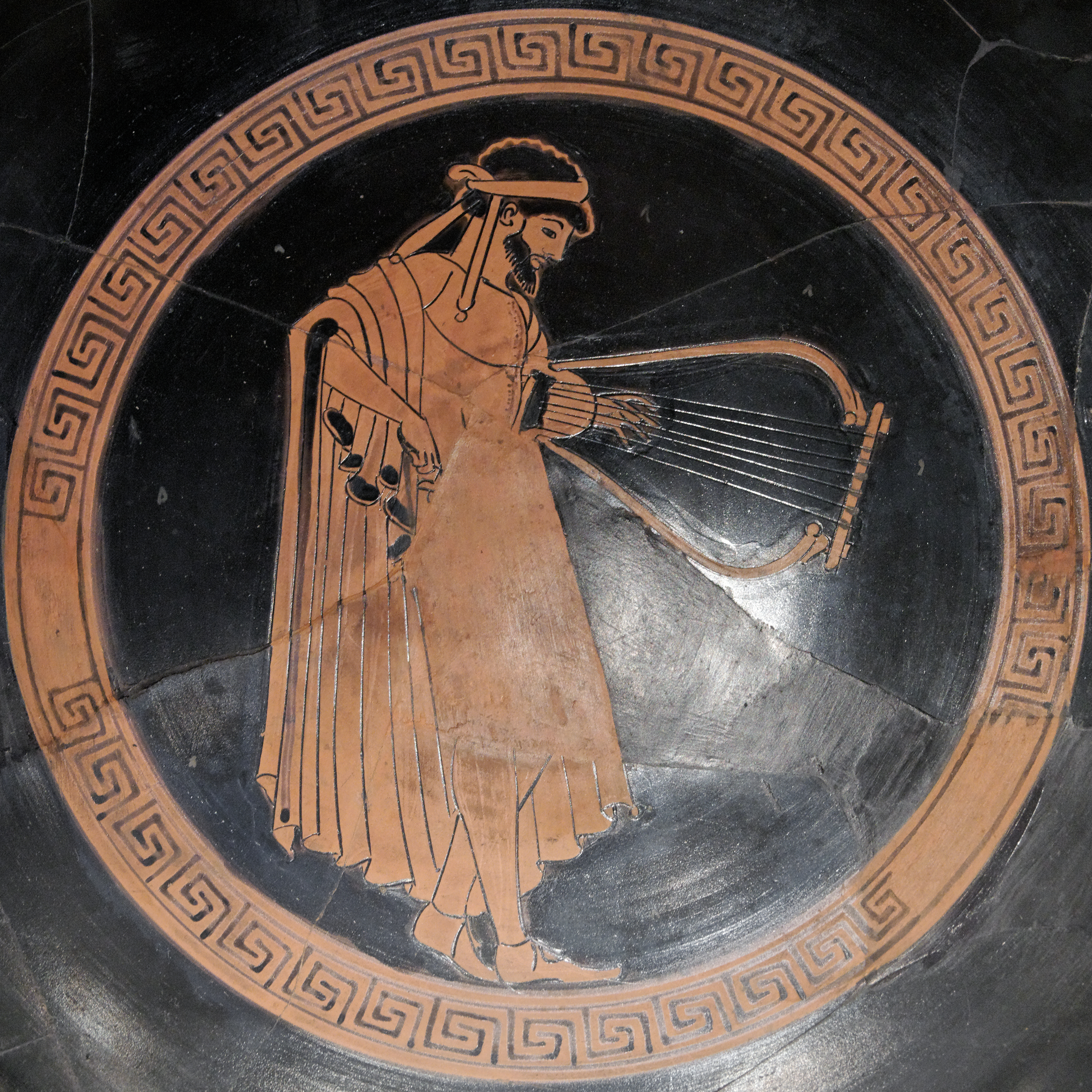
Древнегреческий музыкант (роспись на краснофигурной вазе, V в. до н. э.)

«Гоме́ровские ги́мны» (также «Гомеровы гимны») — устойчивое (самое позднейшее) название сборника древнегреческой поэзии — тридцати трёх гимнов, исполнявшихся в честь отдельных богов. Авторы стихов неизвестны. Гимны являются «гомеровыми» в том смысле, что они используют тот же эпический размер — дактилический гекзаметр — как Илиада и Одиссея, применяют многие аналогичные стилистические приёмы и выдержаны в одном диалекте. Гимны приписывались Гомеру ещё в античности; самая ранняя гомеровская атрибуция находится в «Истории» Фукидида (III, 104).

## История и описание
Древнейшие из гимнов были созданы в VII столетии до нашей эры, несколько позже, чем произведения Гесиода и гомеровский эпос (в традиционно принятой датировке). Этот факт помещает некоторые «гомеровы гимны» среди самых ранних памятников древнегреческой литературы. Большая часть гимнов написана в VII и VI веках, меньшая — в эпоху эллинизма. Гимн «К Аресу», вероятно, является последним по времени произведением (когда заметили, что гимна Аресу недостаёт). Немецкий филолог Вальтер Буркерт предположил, что гимн «К Аполлону», приписываемый древним источником аэду Кинефу Хиосскому (члену рода Гомеридов), был составлен в 522 г. до н. э. для исполнения на необычном двойном празднике, который состоялся в честь Аполлона на Делосе (при Поликрате Самосском) и в Дельфах.
«Гомеровские гимны», как остатки некогда более широко представленного жанра, различаются по длине, причём некоторые из них совсем короткие, в три или четыре строчки, в то время как другие имеют более пятисот строк. Длинные гимны содержат просьбу, похвалу и повествование, иногда достаточно пространное. В самых коротких элемент рассказа отсутствует. Длинные гимны по всем признакам показывают, что они были составлены из ранее существовавших разнородных материалов в цельные и самостоятельные художественные произведения-повествования. Всего таковых гимнов пять: «К Аполлону Дельфийскому» — о рождении бога; «К Аполлону Пифийскому» — о создании богом дельфийского оракула; «К Гермесу» — о проделках новорожденного Гермеса; «К Афродите» — о союзе Афродиты с Анхизом; «К Деметре» — о прибытии богини в Элевсин и учреждении там мистерий.
Большинство сохранившихся византийских рукописей начинаются с третьего гимна. Благодаря случайно найденной в Москве в 1777 году немецким филологом и палеографом Христианом-Фридрихом Маттеи рукописи XIV столетия (т. н. Лейденский манускрипт), удалось частично восстановить два гимна, которые открывают подборку: фрагментарный «К Дионису» и «К Деметре».
Эти тридцать три гимна прославляют многих главных богов греческой мифологии, более короткие гимны, возможно, служили прологами (проэмиями) к декламации эпических стихов на фестивалях профессиональных рапсодов (на поэтических агонах) как переход между песнями. Двадцать четвёртая песнь («К Гестии»), сопровождающая «гомеровы гимны», собственно гимном не являлась, а служила одновременно молитвой и напоминанием хозяевам о том, что гостеприимство является священным долгом, предписанным богами, это было немаловажно для путешествующего профессионального рапсода.
Боги, которым посвящены гомеровы гимны: Аполлон (и Музы), Арес, Артемида, Асклепий, Афина, Афродита, Гелиос, Гера, Геракл, Гермес, Гестия, Гефест, Гея, Деметра, Дионис, Диоскуры (Кастор и Полидевк), Зевс, Кибела (Матерь богов), Пан, Посейдон, Селена.